# Патриотична партия
Патриотичната партия (на испански: Partido Patriota) е дясна консервативна политическа партия в Гватемала.
Тя е създадена през 2001 г. от запасния генерал и бивш ръководител на военното разузнаване Ото Перес Молина.
През 2003 г. участва в коалицията, подкрепила избора за президент на Оскар Берхер, а от 2007 г., когато Молина остава втори на президентските избори, е в опозиция.
На изборите на 11 септември 2011 г. Патриотичната партия получава най-голям брой места в парламента, а на 6 ноември Ото Перес Молина е избран за президент, като трябва да встъпи в длъжност на 14 януари 2012 година.